# Kitagawa Kenji
„Kitagawa Kenji” (jap. 北川謙二) – szósty singel japońskiego zespołu NMB48, wydany w Japonii 7 listopada 2012 roku przez laugh out loud records.
Singel został wydany w czterech edycjach: trzech regularnych (Type A, Type B, Type C) oraz „teatralnej” (CD). Osiągnął 1 pozycję w rankingu Oricon i pozostał na liście przez 24 tygodnie, sprzedał się w nakładzie 410 269 egzemplarzy. Singel zdobył status platynowej płyty.

## Lista utworów
Wszystkie utwory zostały napisane przez Yasushiego Akimoto.

### Type A
| CD | CD                                                              | CD                    | CD                   | CD      |
| Nr | Tytuł utworu                                                    | Kompozycja            | Aranżacja            | Długość |
| -- | --------------------------------------------------------------- | --------------------- | -------------------- | ------- |
| 1. | „Kitagawa Kenji” (jap. 北川謙二)                                | Shunsuke Tanaka       | Yūichi "Masa" Nonaka | 3:50    |
| 2. | „In-goal” (jap. インゴール)                                     | KASUMI, Manaka Suzuki | Yūichi "Masa" Nonaka | 3:56    |
| 3. | „Hoshizora no Caravan” (jap. 星空のキャラバン) (wyk. Shirogumi) | Jun Watanabe          | Jun Watanabe         | 4:08    |
| 4. | „Kitagawa Kenji” (jap. 北川謙二) (off vocal ver.)               | Shunsuke Tanaka       | Yūichi "Masa" Nonaka | 3:50    |
| 5. | „In-goal” (jap. インゴール) (off vocal ver.)                    | KASUMI, Manaka Suzuki | Yūichi "Masa" Nonaka | 3:56    |
| 6. | „Hoshizora no Caravan” (jap. 星空のキャラバン) (off vocal ver.) | Jun Watanabe          | Jun Watanabe         | 4:08    |

| DVD | DVD                                                                                                  | DVD     |
| Nr  | Tytuł utworu                                                                                         | Długość |
| --- | --- | ------- |
| 1.  | „Kitagawa Kenji” (jap. 北川謙二) (Music Video)                                                       |         |
| 2.  | „Kitagawa Kenji” (jap. 北川謙二) (Music Video Dance Version)                                         |         |
| 3.  | „Hoshizora no Caravan” (jap. 星空のキャラバン) (Music Video)                                         |         |
| 4.  | „Tokuten eizō „Dainikai NMB48 suiei taikai (zenpen)”” (jap. 特典映像「第二回NMB48水泳大会（前編）」) |         |

### Type B
| CD | CD                                                         | CD                    | CD                   | CD      |
| Nr | Tytuł utworu                                               | Kompozycja            | Aranżacja            | Długość |
| -- | ---------------------------------------------------------- | --------------------- | -------------------- | ------- |
| 1. | „Kitagawa Kenji” (jap. 北川謙二)                           | Shunsuke Tanaka       | Yūichi "Masa" Nonaka | 3:50    |
| 2. | „In-goal” (jap. インゴール)                                | KASUMI, Manaka Suzuki | Yūichi "Masa" Nonaka | 3:56    |
| 3. | „Ren'ai higai todoke” (jap. 恋愛被害届け) (wyk. Akagumi)   | Kōshirō Honda         | Hiroshi Sasaki       | 4:46    |
| 4. | „Kitagawa Kenji” (jap. 北川謙二) (off vocal ver.)          | Shunsuke Tanaka       | Yūichi "Masa" Nonaka | 3:50    |
| 5. | „In-goal” (jap. インゴール) (off vocal ver.)               | KASUMI, Manaka Suzuki | Yūichi "Masa" Nonaka | 3:56    |
| 6. | „Ren'ai higai todoke” (jap. 恋愛被害届け) (off vocal ver.) | Kōshirō Honda         | Hiroshi Sasaki       | 4:46    |

| DVD | DVD                                                                                                 | DVD     |
| Nr  | Tytuł utworu                                                                                        | Długość |
| --- | --------------------------------------------------------------------------------------------------- | ------- |
| 1.  | „Kitagawa Kenji” (jap. 北川謙二) (Music Video)                                                      |         |
| 2.  | „Kitagawa Kenji” (jap. 北川謙二) (Music Video Dance Version)                                        |         |
| 3.  | „Ren'ai higai todoke” (jap. 恋愛被害届け) (Music Video)                                             |         |
| 4.  | „Tokuten eizō „Dainikai NMB48 suiei taikai (kōhen)”” (jap. 特典映像「第二回NMB48水泳大会（後編）」) |         |

### Type C
| CD | CD                                                                             | CD                    | CD                   | CD      |
| Nr | Tytuł utworu                                                                   | Kompozycja            | Aranżacja            | Długość |
| -- | ------------------------------------------------------------------------------ | --------------------- | -------------------- | ------- |
| 1. | „Kitagawa Kenji” (jap. 北川謙二)                                               | Shunsuke Tanaka       | Yūichi "Masa" Nonaka | 3:50    |
| 2. | „In-goal” (jap. インゴール)                                                    | KASUMI, Manaka Suzuki | Yūichi "Masa" Nonaka | 3:56    |
| 3. | „Fuyushōgun no Regret” (jap. 冬将軍のリグレット) (wyk. Namba Teppōtai Sono Ni) | Ritsuko Miyajima      | Takeshi Masuda       | 4:22    |
| 4. | „Kitagawa Kenji” (jap. 北川謙二) (off vocal ver.)                              | Shunsuke Tanaka       | Yūichi "Masa" Nonaka | 3:50    |
| 5. | „In-goal” (jap. インゴール) (off vocal ver.)                                   | KASUMI, Manaka Suzuki | Yūichi "Masa" Nonaka | 3:56    |
| 6. | „Fuyushōgun no Regret” (jap. 冬将軍のリグレット) (off vocal ver.)              | Ritsuko Miyajima      | Takeshi Masuda       | 4:22    |

| DVD | DVD                                                                      | DVD     |
| Nr  | Tytuł utworu                                                             | Długość |
| --- | ------------------------------------------------------------------------ | ------- |
| 1.  | „Kitagawa Kenji” (jap. 北川謙二) (Music Video)                           |         |
| 2.  | „Kitagawa Kenji” (jap. 北川謙二) (Music Video Dance Version)             |         |
| 3.  | „Fuyushōgun no Regret” (jap. 冬将軍のリグレット) (Music Video)           |         |
| 4.  | „NMB feat. Yoshimoto shinkigeki Vol. 5” (jap. NMB feat.吉本新喜劇 Vol.5) |         |
| 5.  | „Kitagawa Kenji Making” (jap. 北川謙二メイキング)                        |         |

### Wer. teatralna
| CD | CD                                                                                         | CD              | CD                   | CD      |
| Nr | Tytuł utworu                                                                               | Kompozycja      | Aranżacja            | Długość |
| -- | ------------------------------------------------------------------------------------------ | --------------- | -------------------- | ------- |
| 1. | „Kitagawa Kenji” (jap. 北川謙二)                                                           | Shunsuke Tanaka | Yūichi "Masa" Nonaka | 3:50    |
| 2. | „Hoshizora no Caravan” (jap. 星空のキャラバン) (wyk. Shirogumi)                            | Jun Watanabe    | Jun Watanabe         | 4:08    |
| 3. | „Ren'ai higai todoke” (jap. 恋愛被害届け) (wyk. Akagumi)                                   | Kōshirō Honda   | Hiroshi Sasaki       | 4:46    |
| 4. | „Nemuku naru made hitsuji wa detekonai” (jap. 眠くなるまで羊は出て来ない)                  | Disuke          | Hiroshi Sasaki       |         |
| 5. | „Kitagawa Kenji” (jap. 北川謙二) (off vocal ver.)                                          | Shunsuke Tanaka | Yūichi "Masa" Nonaka | 3:50    |
| 6. | „Hoshizora no Caravan” (jap. 星空のキャラバン) (off vocal ver.)                            | Jun Watanabe    | Jun Watanabe         | 4:08    |
| 7. | „Ren'ai higai todoke” (jap. 恋愛被害届け) (off vocal ver.)                                 | Kōshirō Honda   | Hiroshi Sasaki       | 4:46    |
| 8. | „Nemuku naru made hitsuji wa detekonai” (jap. 眠くなるまで羊は出て来ない) (off vocal ver.) | Disuke          | Hiroshi Sasaki       |         |

## Skład zespołu
| „Kitagawa Kenji” |
| --- |
| - NMB48 Team N: Mayu Ogasawara, Kanako Kadowaki, Rika Kishino, Kei Jōnishi, Miru Shiroma, Aina Fukumoto, Nana Yamada, Sayaka Yamamoto (środek), Akari Yoshida - NMB48 Team N / AKB48 Team A: Riho Kotani - NMB48 Team N / AKB48 Team B: Miyuki Watanabe - NMB48 Team M: Airi Tanigawa, Fūko Yagura - NMB48 Team BII: Yūka Katō, Shū Yabushita - AKB48 Team A / NMB48 Team Unknown: Yui Yokoyama |

| „In-goal” |
| --- |
| - NMB48 Team N: Mayu Ogasawara, Kanako Kadowaki, Rika Kishino, Kei Jōnishi, Shiori Matsuda, Sayaka Yamamoto (środek), Akari Yoshida - NMB48 Team N / AKB48 Team B: Miyuki Watanabe - NMB48 Team M: Ayaka Okita, Arisa Koyanagi, Airi Tanigawa, Sae Murase, Fūko Yagura, Natsumi Yamagishi - NMB48 Team BII: Emika Kamieda, Rikako Kobayashi |

| „Hoshizora no Caravan” |
| --- |
| - NMB48 Team N: Mayu Ogasawara, Rina Kōndo, Sayaka Yamamoto (środek), Akari Yoshida - NMB48 Team M: Yuki Azuma, Ayaka Okita, Momoka Kinoshita, Yui Takano - NMB48 Team BII: Hono Akazawa, Tsubasa Yamauchi - NMB48 Kenkyūsei: Momoka Hayashi - AKB48 Team A / NMB48 Team Unknown: Yui Yokoyama |

| „Ren'ai higai todoke” |
| --- |
| - NMB48 Team N: Haruna Kinoshita, Aina Fukumoto, Yūki Yamaguchi, Nana Yamada - NMB48 Team N / AKB48 Team B: Miyuki Watanabe (środek) - NMB48 Team M: Rena Kawakami, Rena Shimada, Ayame Hikawa, Mao Mita, Fūko Yagura - NMB48 Team BII: Hazuki Kurokawa, Kanako Muro |

| „Fuyushōgun no Regret” |
| --- |
| - Team N: Shiori Matsuda - Team M: Yagura Fūko (środek), Natsumi Yamagishi, Hitomi Yamamoto, Keira Yogi - Team BII: Yūka Katō, Rina Kushiro, Shū Yabushita |

| „Nemuku naru made hitsuji wa detekonai” |
| --- |
| - Team N: Kanna Shinohara (środek) - Team M: Riona Ōta, Ayaka Murakami - Team BII: Akari Ishizuka, Anna Ijiri, Mirei Ueda, Mako Umehara, Yūri Ōta, Konomi Kusaka, Saki Kōno - Kenkyūsei: Yūmi Ishida, Mizuki Uno, Narumi Koga, Sorai Satō, Sugimoto Kano, Takayama Riko, Sora Tōgō, Hiromi Nakagawa, Rurina Nishizawa, Riko Hisada, Arisa Miura |

## Notowania
| Lista                             | Pozycja |
| --------------------------------- | ------- |
| Oricon Weekly Singles Chart       | 1       |
| Oricon Yearly Singles Chart       | 17      |
| Billboard Japan Hot 100           | 1       |
| Billboard Japan Top Singles Sales | 1       |